# Inoxtag
Inoxtag, né le 2 février 2002 à Levallois-Perret (Hauts-de-Seine), est un vidéaste web et streameur français. Principalement actif sur YouTube et Twitch, il se fait connaître grâce à ses vidéos de gaming, notamment autour des jeux Minecraft et Fortnite, avant de diversifier son contenu avec des vlogs, des défis et des projets audiovisuels.
En 2024, il réalise Kaizen, un film documentaire relatant son ascension de l'Everest et ses défis personnels, qui marque un tournant dans sa carrière en consolidant sa notoriété auprès d’un public élargi. Avec plusieurs millions d’abonnés sur ses plateformes, il est considéré comme l’un des créateurs de contenu les plus influents de la scène francophone.

## Biographie

### Jeunesse et études
Inès Benazzouz naît le 2 février 2002 à Levallois-Perret, dans une famille d'origine franco-algérienne, d'une mère française originaire de Normandie, née à Caen, et d'un père d'origine algérienne, né à Saint-Étienne. Il grandit à Orgeval, dans les Yvelines, en région parisienne et est fils unique. Son père dirige une société de chauffeurs et sa mère est infirmière anesthésiste.
C'est à l'école primaire qu'un moniteur déforme son prénom en Inox.

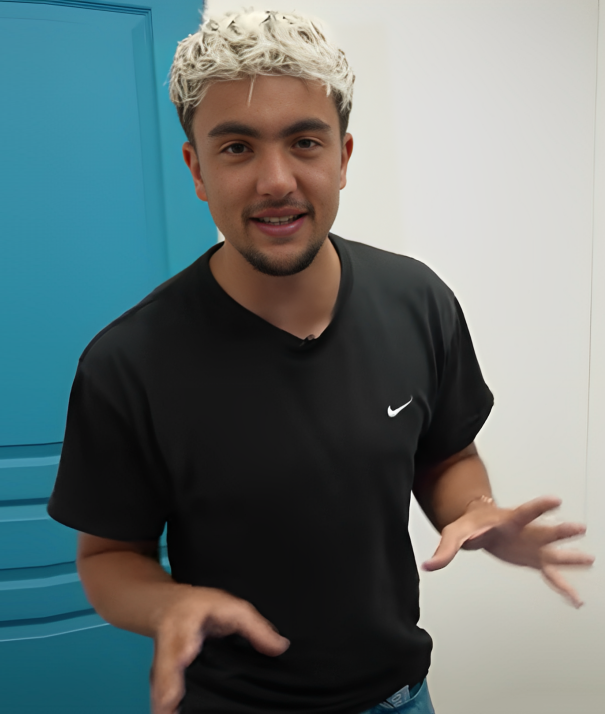
Inoxtag en 2023.

Dès le collège, Inoxtag a déjà une chaîne YouTube et un certain caractère. Sa mère affirme : « Je l'ai appelé Inès, ce qui n'est pas courant pour un garçon, mais il n'a jamais eu de problème de moquerie. Il a un certain charisme qui lui permet d'imposer naturellement sa personnalité. » Son ami d'enfance Jeremy rapporte qu'il y « avait des émeutes dans les couloirs quand il arrivait. C'était vraiment une star mais je ne m'en rendais pas compte à l'époque ».
En 2020, au lycée, il décroche son baccalauréat scientifique avec mention assez bien et ne poursuit pas d'études afin de se consacrer à son activité de vidéaste.

### Carrière

#### Débuts:MinecraftetFortnite(2015-2019)
Inès commence sa carrière sur YouTube en 2015 sur Minecraft et Epicube, il se fait connaître grâce au jeu vidéo Fortnite, et aux nombreuses vidéos faites en duo avec son ami Michou. Il fait partie du collectif « Team Croûton », et signe en 2019 un contrat avec Webedia.

#### Émission:Game of Talents(2021)
Il est l’invité de l'émission Game of Talents sur TF1 le 27 août 2021,.

#### Z Event (2021)

Logo du Z Event.

Le 31 octobre 2021, lors de l'évènement Z Event, il bat provisoirement, avec plus de 450 000 spectateurs simultanés, le record de spectateurs pour un stream francophone sur Twitch, jusqu'alors détenu par Squeezie. Ce record, réalisé alors qu'il discute avec son amie mexicaine Andrea Pedrero, suscite une polémique pendant l'événement en raison de propos qui ont été qualifiés de "sexistes" et "misogynes" par la streameuse Ultia, également présente durant l'évènement,. Toutefois, il s'excusera publiquement de la tenue de ces propos dans la foulée en présence de la streameuse. Malgré ça, la streameuse Ultia, ayant dénoncé ces propos durant l'événement, sera victime d'un cyberharcèlement sexiste et misogyne pendant des années. Le 12 février 2025, trois hommes sont condamnés pour ces faits. Pendant le Stream For Humanity, Inoxtag parlera de cet évènement comme la chose qu'il aimerait le plus effacer de sa carrière.

#### Paris-Roubaix et autres (2022)
En 2022, le vidéaste web réalise le trajet entre Paris et Roubaix à vélo avec Domingo. À l’arrivée au vélodrome de Roubaix, plus d'un millier de personnes les attendent,,,.
En avril, il publie une vidéo de découverte de l'île de La Réunion. Il passe ensuite une semaine de survie en solitaire sur l'île de Khotas au Cambodge avant de retrouver Andrea Pedrero au Mexique.

#### ServeurMinecraft: OneCube (2022)
Le 18 novembre 2022, il est l'animateur d'une soirée de lancement de son serveur Minecraft nommé OneCube qu'il inaugure avec plusieurs vidéastes comme Squeezie, Gotaga, Kameto et Etoiles. Il accueille à cette occasion deux anciens célèbres youtubeurs sur le jeu vidéo, Bob Lennon et TheFantasio974, surnommés Bob et Fanta. Plusieurs polémiques feront surface sur Twitter autour de ce dernier, à la suite de ses comportements irrespectueux durant le live.

#### Eleven All Stars (2022)
Le 19 novembre 2022, il participe au Eleven All Stars, un match de foot entre créateurs de contenus français et espagnols au stade Jean-Bouin organisé par le streamer AmineMaTue. Cet événement cumulera au maximum 1 155 060 viewers, ce qui en décembre 2022 est le record français.

#### Stream for Humanity (2025)
Du vendredi 17 au dimanche 19 janvier 2025 il participe à l'évènement caritatif organisé par AmineMaTue sur Twitch durant lequel les dons ont été reversés à Médecins sans frontières pour les victimes des conflits en Palestine, au Liban, en République démocratique du Congo et au Soudan .
Un match de football caritatif diffusé sur Twitch se déroule le 19 janvier à 20 h au stade Jean Bouin à Paris. En fin de soirée, l'évènement se termine avec une cagnotte finale de 3.480.487€.

### Diversification des activités

#### Film documentaire:Kaizen(2024)

Logo du film documentaire Kaizen

Début 2023, alors qu'il ne fait pas d'activité physique et qu'il n'a jamais pratiqué l'alpinisme, il annonce dans une vidéo avoir pour objectif de gravir le mont Everest d'ici l'année suivante. Lors de sa préparation de l’ascension de l’Everest, il se compare à un cyborg et invoque la « mentalité shōnen », un genre de manga destiné aux adolescents et aux jeunes hommes. Analysant ce discours et le reliant à la transformation musculaire d’Inoxtag, Le Monde y reconnaît « un moyen pour Inoxtag de rappeler que la réussite est une question de volonté » et y voit l’aspiration à être un « véritable gagnant ».
Le 6 avril 2024, après un an de préparation, son expédition démarre. Le 31 août 2024, il annonce la sortie du film documentaire Kaizen en septembre 2024. Son film attire dans les salles quelque 340 000 spectateurs, dont 40 000 à l'étranger (Belgique, Québec, Maroc, etc.),,. Son film suscite cependant quelques critiques dans la presse et sur les réseaux sociaux,.

#### Manga:Instinct(2024)
Le 9 novembre 2024, il annonce dans une vidéo sortir son manga nommé Instinct, co-écrit avec Basile Monnot et Charles Compain, et illustré par Charles Compain. La série suit l'histoire de Haki, un jeune homme de 19 ans capable de percevoir l'aura et l'intention des personnes qui l'entourent et atteint d'une maladie incurable. Le premier tome sort le 21 novembre 2024 et réalise le meilleur lancement de manga en France.

### Vie privée
En 2022, il fut brièvement en couple avec l'artiste et influenceuse mexicaine Andrea Pedrero.
En 2024, il est victime de deux cambriolages. Le montant des préjudices s'élève à plus de 10 000 € (10 000 €2024),,. Le 18 mars 2025, le rappeur Landy est placé en garde à vue. Le 19 mars 2025, Landy n’est finalement pas impliqué dans le cambriolage il est donc innocenté.

## Polémiques

### Sexisme
En octobre 2021, Inoxtag tient à l’encontre de l’actrice mexicaine Andrea Pedrero une série de propos sexistes lors du Z Event tels que « c’est la meuf la plus fraîche que j’ai jamais vue. […] C’est moi qui vais la soulever », « j’ai le braquemart à fond » et lui faisant répéter, alors qu’elle ne connait pas le français « Inox a une grosse bite ». La streameuse Ultia a alors demandé l’interruption de la séquence et a dénoncé le sexisme d’Inoxtag qui s’est déclaré « désolé » et qu’il avait « compris ses erreurs ». À la suite de cet évènement, Ultia a subi une vague de harcèlement et de menace de viol ; au bout d’un an, elle porte plainte contre des internautes qui la harcèlent. L'actrice concernée prendra la défense d'Inoxtag en déclarant « J’ai essayé de dire que c’était pas grave, qu’au Mexique on fait ce genre de blague ».

### Consumérisme

#### Everest
Inoxtag affirme que son documentaire dénonce les conséquences du consumérisme et du tourisme de masse (pollution, exploitation des sherpas…) et entend aussi sensibiliser le jeune public à ces problématiques. Il souhaite dénoncer que le « business de l’Everest » soit associé à des défis environnementaux et des accidents chaque année. Le projet d’Inoxtag a cependant été décrit par l'alpiniste Marc Batard comme un exemple de la commercialisation croissante de l'Everest. L'alpiniste Pascal Tournaire (qui a gravi l'Everest en 1990) remarque une contradiction dans le propos du film, qui d'un côté dénonce la surfréquentation de cette montagne et, de l'autre, y participe en cherchant à intéresser un large public à ce type de performance. Selon un article de Libération, certains estiment que l’Everest n’a pas besoin de nouvelles tentatives d’ascension par des célébrités, arguant que le respect du sommet pourrait aussi passer par le choix de ne pas y aller. Plusieurs critiques déplorent l'absence d'évocation du changement climatique et son impact sur les glaciers, ou de la lourde empreinte carbone d'un tel voyage,.

## Filmographie

### Court métrage
- 2021 : CUBE de Basile M : lui-même[55] (acteur, scénariste et producteur)

### Clips vidéo
- 2019 : Jusqu’au bout de Solary[56] (avec Chap, Taipouz & Narkuss)
- 2021 : Sapapaya de L'Algérino[57](avec SCH & Jul)
- 2021 : Houseparty de L.E.O [58](avec Shabs)
- 2022 : Hilton de Ry78[59]
- 2022 : Inox Birthday de Dinor Rdt[60]

### Émissions de télévision
- 2021 : Les Douze Coups de midi, sur TF1
- 2021 : Game of Talents, sur TF1[61]
- 2021 : Touche pas à mon poste !, sur C8[62]
- 2024 : Le 1945, sur M6[63]
- 2024 : Clique, sur Canal+[64]
- 2024 : Quotidien, sur TMC[65]
- 2024 : C à Vous, sur France 5[66]

### Série
- 2022 : Celebrity hunted, sur Prime Video : Candidats

### Film
- 2024 : Kaizen, de Basile Monnot

## Discographie

### Singles
- 2019 : MILI MILI
- 2020 : Funkinox (avec Kazzey)
- 2021 : Barillo (avec Vertugo, Manny & Zack)
- 2021 : Pas b'soin d'toi (avec La Sirène)
- 2022 : J'la connais, j'parle pas japonais
- 2022 : Dans la zone

### Apparitions
- 2020 : Michou - Rockstar (sur l'album Ma Life de Michou)
- 2020 : Babakam, avec Michou, Inoxtag & Kodor - Ma commu
- 2021 : LeBouseuh avec Inoxtag & Felckin - Pince
- 2023 : Dinor Rdt - Sous Piav

## Ouvrages
- Inoxtag, Charles Compain et Basile Monnot, Instinct, Michel Lafon, 2024, 216 p. (ISBN 978-2749958187)

## Distinction
| Année | Récompenses        | Catégories       | Nomination | Résultat | Ref(s) |
| ----- | ------------------ | ---------------- | ---------- | -------- | ------ |
| 2024  | GQ Men of the Year | Homme de l'année | Lui-même   | Lauréat  | [ 67 ] |